# Tricentrus okamotoi
Tricentrus okamotoi är en insektsart som beskrevs av Kato 1930. Tricentrus okamotoi ingår i släktet Tricentrus och familjen hornstritar. Inga underarter finns listade i Catalogue of Life.